# Shabana Azmi
Shabana Azmi, née le 18 septembre 1950 à Hyderabad (Telangana), est une actrice, ambassadrice de bonne volonté, femme politique et militante indienne. Elle commence sa carrière d'actrice avec le film Ankur (1973) de Shyam Benegal, interprétant le rôle de Laxmi, tandis qu'elle n'est âgée que de 23 ans. Elle devient l'une des actrices principales du « cinéma parallèle », un mouvement de nouvelle vague bengali connu pour son contenu sérieux et néo-réaliste avec un engagement social et politique,.
Elle est l'une des plus grandes figures du cinéma indien, et son talent est reconnu dans le monde entier grâce à Shyam Benegal, Satyajit Ray, Deepa Mehta et Mrinal Sen. Ses performances lui ont valu d'être récompensée par le National Film Awards à cinq reprises et par de nombreux festivals internationales,. Elle a reçu quatre Filmfare Awards et a été honorée parmi « les femmes au cinéma » lors de la 30e cérémonie du Festival international du film d'Inde.
Elle apparaît dans plus de 120 films et nombre d'entre eux ont été cités comme une forme de progressisme qui dépeint la société indienne, ses coutumes et ses traditions. Ambassadrice de bonne volonté, Shabana Azmi a défendu diverses causes humanitaires à travers l'Inde et est réputée pour son travail en faveur du droit à la contraception et l'avortement avec le Fonds des Nations unies pour la population. Elle est engagée pour la défense des droits des femmes et des malades atteints du SIDA.

## Biographie
Shabana Kaifi Azmi est née le 18 septembre 1950 à Hyderabad, dans l'état de (Telangana), en Inde, au sein d'une famille musulmane. Elle est la fille d'un grand poète de langue ourdou, Kaifi Azmi et de l'actrice Shaukat Azmi, tous deux membres du Parti communiste d'Inde. Son frère, Baba Azmi, est photographe.  Ses parents la surnommèrent Munni. Ils avaient une vie sociale active, et leur maison était toujours prospère avec les gens proches du parti communiste. Durant son enfance, on lui inculque le respect des liens familiaux, des valeurs sociales et humaines. Elle fut toujours soutenue dans sa passion pour la stimulation intellectuelle et la croissance.
Elle a fait des études supérieures à la Queen Mary School pour filles à Mumbai, elle est diplômée en psychologie au St. Xavier's College de Mumbai et finit par suivre des cours d'interprétations à l'institut du cinéma de Pune.

## Activités publiques et engagements

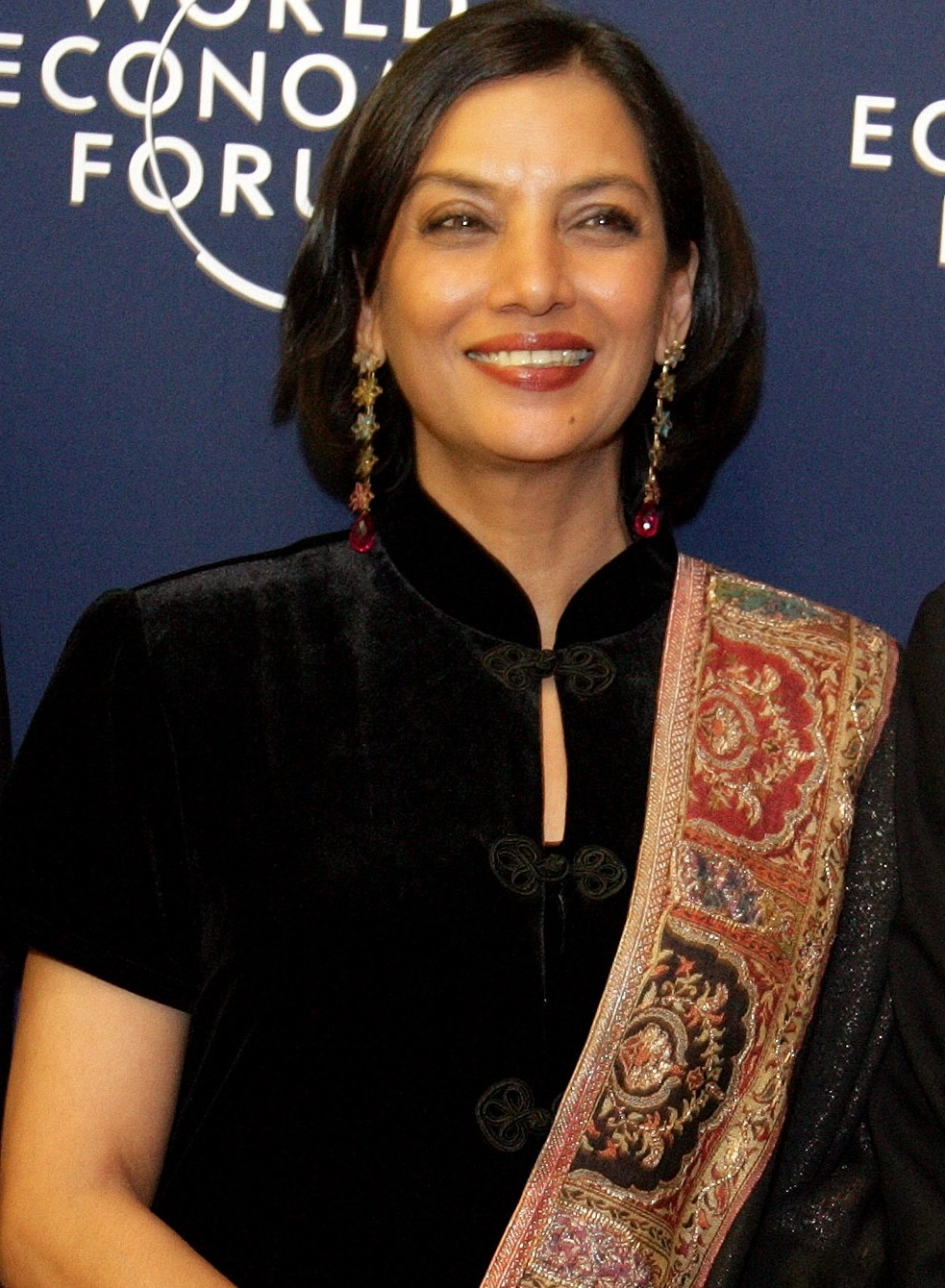
Shabana Azmi au Forum économique mondial en 2006.

Shabana Azmi est aussi connue pour son engagement en faveur de nombreuses causes socio-politiques. Elle est très impliquée dans la vie associative pour exprimer la voix des minorités, des sans-abris, pour dénoncer les injustices, pour défendre les droits des femmes, le respect des inter-communautés religieuses et la lutte contre le SIDA. 
Elle a fondé l’association Nivara Hakk (« Le droit à un toit »), qui se bat pour les droits des habitants des bidonvilles. L’organisation est venue au secours de plus de 100 000 personnes et a construit près de 12 000 logements. Lors de la destruction d’un bidonville à Bombay en 1986, elle entame une grève de la faim pour que le gouvernement attribue l’eau et l’électricité et fasse don de ce terrain aux gens dont il avait détruit les habitations.
En 1989, elle est nommée membre du Conseil national de l'intégration par le premier ministre de l'Inde ; en 1997 elle est nommée membre du Rajya Sabha, la chambre haute du parlement indien, où elle siège jusqu'en 2003. En 1998, le Fonds des Nations unies pour la population l'a nommée ambassadrice de bonne volonté pour l'Inde.
Shabana Azmi est la première personnalité indienne à avoir reçu le Prix international Gandhi pour la paix pour son travail d’activiste sociale à Londres, en 2006.

## Vie privée
Le 9 décembre 1984, elle épouse Javed Akhtar, un poète et scénariste de Bollywood, dont c'est le deuxième mariage (le premier étant avec l'actrice et réalisatrice Honey Irani). Les parents de Shabana étaient cependant opposés à cette union avec un homme déjà marié et père de deux enfants (Farhan Akhtar et Zoya Akhtar).
Elle est la tante des actrices indiennes Farah Naaz et Tabu et est la belle-sœur de Tanvi Azmi.

## Filmographie

### Cinéma
- 1973 : Ankur (The Seedling) de Shyam Benegal : Laxmi
- 1974 : Ishq Ishq Ishq de Dev Anand : Pammy
- 1974 : Faslah de Khwaja Ahmad Abbas : Asha Premchand
- 1976 : Nishant de Shyam Benegal : Sushila
- 1976 : Shaque d'Aruna-Vikas : Meena Joshi
- 1976 : Fakira de C.P. Dixit : Geeta/Neeta
- 1977 : Adha Din Adhi Raat de Doondi : Radha/Babli
- 1977 : Amar Akbar Anthony de Manmohan Desai : Laxmi
- 1977 : Chor Sipahee de Prayag Raj : Priya
- 1977 : Hira Aur Patthar de Vijay Bhatt : Gauri
- 1977 : Khel Khilari Ka d'Arjun Hingorani : Rachna
- 1977 : Kissa Kursi Ka d'Amrit Nahata : Janta
- 1977 : Les Joueurs d'échecs (Shatranj Ke Khiladi) de Satyajit Ray : Khurshid
- 1977 : Parvarish de Manmohan Desai : Shabbo
- 1978 : Atithee d'Aravind Sen : Leela M. Kumar/Julie
- 1978 : Devata de S. Ramanathan : Mary
- 1978 : Junoon de Shyam Benegal : Firdaus
- 1978 : Khoon Ki Pukaar de Ramesh Ahuja : Shano
- 1978 : Swarg Narak	de Dasari Narayana Rao : Geeta Vinod
- 1979 : Ashanti de  Richard Fleischer : Kamini
- 1979 : Lahu Ke Do Rang de Mahesh Bhatt : Roma
- 1979 : Amar Deep de R. Krishnamurthy et K. Vijayan : Radha
- 1980 : Hum Paanch de Bapu : Sundariya
- 1980 : Apne Paraye	de Basu Chatterjee : l'épouse de Chandranath
- 1980 : Thodisi Bewafaii d'Esmayeel Shroff: Neema S. Deshmukh/Neema A. Choudhary
- 1980 : Sparsh de Sai Paranjpye : Kavita
- 1980 : Albert Pinto Ko Gussa Kyon Ata Hai de Saeed Akhtar Mirza : Stella
- 1980 : Ek Baar Kaho de Lekh Tandon : Aarti Mathur
- 1980 : Jwalamukhi de Prakash Mehra : Kiran
- 1980 : Yeh Kaisa Insaf? de Narayana Rao Dasari : Madhu R. Nath
- 1981 : Shama de Sibtain Fazli : Shama
- 1981 : Ek Hi Bhool de Tatineni Rama Rao : Meenakshi Verma
- 1982 : Arth de Mahesh Bhatt : Pooja Malhotra
- 1982 : Raaste Pyar Ke de V. B. Rajendra Prasad : Shyama
- 1982 : Anokha Bandan de Mehul Kumar : Annapurna "Anu"
- 1982 : Namkeen de Gulzar : Mitthu
- 1982 : Yeh Nazdeekiyan de Vinod Pande : Shobna
- 1983 : Mandi de Shyam Benegal : Rukmini Bai
- 1984 : Les Ruines (Khandhar) de Mrinal Sen : Jamini
- 1984 : Paar (The Crossing) de Goutam Ghose : Rama
- 1985 : Kamla de Jagmohan Mundhra : Sarita Jadhav
- 1986 : Congregation de Muzaffar Ali : Anjuman
- 1987 : Itihaas de Raj Kanwar : Sunaina
- 1987 : Susman de Shyam Benegal : Gauramma
- 1988 : Madame Sousatzka de John Schlesinger : Sushila
- 1988 : Mardon Wali Baat de Brij : Seema
- 1988 : La Nuit Bengali de Nicolas Klotz : Indira Sen
- 1988 : Libaas de Gulzar : Seema
- 1988 : Pestonjee de Vijaya Mehta : Jeroo
- 1989 : Sati d'Aparna Sen : Uma
- 1990 : Amba de Mohan Kumar: Amba Bhanupratap Singh
- 1990 : Disha de Sai Paranjpye : Hansa Sarpat
- 1990 : Muqaddar Ka Badshaah de Rama Rao Tatineni : Avocate Sharda Singh
- 1991 : Jhoothi Shaan de Ranjan Bose : Krishna
- 1990 : Ek Doctor Ki Maut de Tapan Sinha : Seema
- 1991 : Fateh de Talat Jani : Shabana
- 1992 : La Cité de la joie (City of Joy) de Roland Joffé : Kamla Pal
- 1992 : Adharm de Aziz Sejawal : Mamta Verma
- 1992 : Dharavi de Sudhir Mishra : Kumud
- 1992 : Immaculate Conception de Jamil Dehlavi : Samira
- 1993 : Le Fils de la panthère rose (Son of the Pink Panther) de Blake Edwards : la reine
- 1997 : Mrityudand (The Death Sentence) de Prakash Jha : Chandravati
- 1998 : Fire de Deepa Mehta : Radha
- 2003 : Tehzeeb de Khalid Mohamed : Rukhsana Jamal
- 2004 : Morning Raga de Mahesh Dattani : Swarnlatha
- 2005 : 15 Park Avenue de Aparna Sen : Anjali « Anju » Mathur
- 2005 : Waterborne de Ben Rekhi : Heera Bhatti
- 2006 : Umrao Jaan de J.P. Dutta : Khannum Jaan
- 2007 : Positive de V. K. Prakash : Mrs. Soni
- 2007 : Dus Kahaniyaan de Rohit Roy : une femme hindoue
- 2007 : Om Shanti Om de Farah Khan : Elle-même
- 2007 : Loins of Punjab Presents de Manish Acharya : Rrita Kapoor
- 2007 : Honeymoon Travels Pvt. Ltd. de Reema Kagti : Nahid
- 2012 : Midnight's Children de Deepa Mehta : Naseem
- 2013 : L'Intégriste malgré lui (The Reluctant Fundamentalist) de Mira Nair : Ammi
- 2014 : A Decent Arrangement de Sarovar Banka : Preeti Mehta
- 2014 : Jazbaa de Sanjay Gupta : Garima Chaudhary
- 2016 : Neerja de Ram Madhvani : Rama Bhanot
- 2016 : Chalk n Duster de Jayant Gilatar : Vidya
- 2016 : Signature Move de Jennifer Reeder : Parveen
- 2022 : Et l'amour dans tout ça ? de Shekhar Kapur

### Télévision
- 2013 : 24 : Abhilasha Grewal
- 2022-2024 : Halo : amirale Margaret Parangosky

## Distinctions
| Année | Distinction                                 | Catégorie                                                    | Film                              | Résultat   |
| ----- | ------------------------------------------- | ------------------------------------------------------------ | --------------------------------- | ---------- |
| 1975  | Bengal Film Journalists' Association Awards | Meilleure actrice                                            | Ankur                             | Lauréat    |
| 1975  | National Film Awards                        | Meilleure actrice                                            | Ankur                             | Lauréat    |
| 1975  | Filmfare Awards                             | Meilleure actrice                                            | Ankur                             | Nomination |
| 1978  | Filmfare Awards                             | Meilleure actrice                                            | Swami                             | Lauréat    |
| 1981  | Filmfare Awards                             | Meilleure actrice                                            | Thodisi Bewafaii                  | Nomination |
| 1983  | National Film Awards                        | Meilleure actrice                                            | Arth                              | Lauréat    |
| 1984  | Filmfare Awards                             | Meilleure actrice                                            | Arth                              | Lauréat    |
| 1984  | Filmfare Awards                             | Meilleure actrice                                            | Masoom                            | Nomination |
| 1984  | Filmfare Awards                             | Meilleure actrice                                            | Avtaar                            | Nomination |
| 1984  | Filmfare Awards                             | Meilleure actrice                                            | Mandi                             | Nomination |
| 1984  | Bengal Film Journalists' Association Awards | Meilleure actrice                                            | Paar                              | Lauréat    |
| 1984  | National Film Awards                        | Meilleure actrice                                            | Les Ruines                        | Lauréat    |
| 1985  | Filmfare Awards                             | Meilleure actrice                                            | Bhavna                            | Lauréat    |
| 1985  | Filmfare Awards                             | Meilleure actrice                                            | Sparsh                            | Nomination |
| 1985  | National Film Awards                        | Meilleure actrice                                            | Paar                              | Lauréat    |
| 1987  | Screen Awards                               | Meilleure actrice                                            | Ek Pal                            | Lauréat    |
| 1993  | Festival international du film de Pyongyang | Meilleure actrice                                            | Libaas                            | Lauréat    |
| 1994  | Festival du film de Taormine                | Meilleure actrice                                            | Patang                            | Lauréat    |
| 1996  | Festival international du film de Chicago   | Prix Silver Hugo de la meilleure actrice                     | Fire                              | Lauréat    |
| 1996  | Outfest                                     | Meilleure actrice dans un long métrage                       | Fire                              | Lauréat    |
| 1998  | Screen Awards                               | Meilleure actrice dans un second rôle                        | Mrityudand                        | Lauréat    |
| 1999  | Bengal Film Journalists' Association Awards | Meilleure actrice                                            | Godmother                         | Lauréat    |
| 1999  | National Film Awards                        | Meilleure actrice                                            | Godmother                         | Lauréat    |
| 2003  | Bengal Film Journalists' Association Awards | Meilleure actrice dans un second rôle                        | Tehzeeb                           | Lauréat    |
| 2003  | Filmfare Awards                             | Meilleure performance dans un rôle de méchant                | Makdee                            | Nomination |
| 2004  | Filmfare Awards                             | Meilleure actrice dans un second rôle                        | Sparsh                            | Nomination |
| 2004  | Zee Cine Awards                             | Meilleure actrice dans un second rôle                        | Tehzeeb                           | Lauréat    |
| 2005  | IIFA Awards                                 | Contribution exceptionnelle indienne au cinéma international | —                                 | Lauréat    |
| 2005  | Screen Awards                               | Meilleure performance dans un film indien en anglais         | Morning Raga                      | Lauréat    |
| 2006  | Filmfare Awards                             | Prix d'honneur pour l'ensemble d'une carrière                | — (ex æquo avec Anuradha Paudwal) | Lauréat    |

## Honneurs et reconnaissances
- 1988 : Récipiendaire de la Padma Shri, décernée par le gouvernement indien.
- 1988 : Lauréate du Prix Yash Bharti, décerné par le gouvernement de l'Uttar Pradesh.
- 1994 : Lauréate du Prix Rajiv Gandhi pour l'« Excellence de la laïcité »
- 2003 : Récipiendaire du doctorat honorifique par l'Université de Jadavpur[10].
- 2006 : Récipiendaire du Prix international Gandhi pour la paix par la fondation Gandhi à Londres[8].
- 2012 : Récipiendaire de la Padma Bhushan, décernée par le gouvernement indien.
- 2014 : Récipiendaire du doctorat honorifique par l'Université TERI, le 5 février 2014[11].

## Sources et bibliographie
- (en) Julia Holt, Shubhra Phalke, Shabana Azmi, Basic Skills Agency, 1995, 16 p.  (ISBN 978-1859900222)
- (en) Indra Gupta, India’s 50 Most Illustrious Women, Icon Publications, 2003, 367 p.  (ISBN 978-8188086047)